# Викгрен, Давид
Давид Викгрен (швед. David Vikgren; род. 24 сентября 1975, Эвертурнео) — шведский поэт и драматург.

## Биография
Родился 25 сентября 1975 года в Эвертурнео, Норрботтен. Обучался литературному мастерству в Гётеборге. Дебютная книга стихов «Для будущих антропологических исследований» вышла в 2002 году. В 2011 году он получил премию Шведского радио за книгу стихов Folkmun («Устами народа»).

## Книги
- För en framtida antropologisk forskning (2002)
- Ordning (2004)
- Inomhuslektionen (2008)
- Antti Keksis kväde (2010)
- Folkmun (2011)
- Skogen Malmen Vattenkraften (2013)
- Nåden (2014)
- [- — - — -] [- — - — -] KVÄDEN  (2016)

## Публикации на русском языке
- Викгрен, Давид. Среди Нигде под названием Остров / перевод со шведского под руководством Алёши Прокопьева и Микаэля Нюдаля. — Чебоксары&Кноппарп: free poetry, 2016. — 32 с.

## Признание и награды
- Стипендия лена Норботтен «Арктическая малина» (Rubus arcticus stipendium) (2003)
- Премия Золотой принц (Guldprinsen) (2004)
- Норрландская стипендия им. Рёрлинга (Rörlingstipendiet) (2005)
- Стипендия фонда Герарда Бонниера (Stipendium ur Gerard Bonniers donationsfond) (2008)
- Премия Шведского радио (Sveriges Radios Lyrikpris) (2011)
- Медаль читателей Швеции (Läsarnas Sveriges medalj) (2012)
- Премия газеты Вестерботтенс-Курирен (Västerbottens-Kurirens kulturpris) (2014)